# あのバンド (曲)
「あのバンド」は、日本のテレビアニメ『ぼっち・ざ・ろっく！』の作中に登場するバンド・結束バンドによる配信シングル。2022年11月27日にサブスクリプションを含む配信開始した。

## 概要
テレビアニメ『ぼっち・ざ・ろっく!』第8話の挿入歌。
作詞は樋口愛、作曲は草野華余子、編曲は三井律郎。